# 狐拳

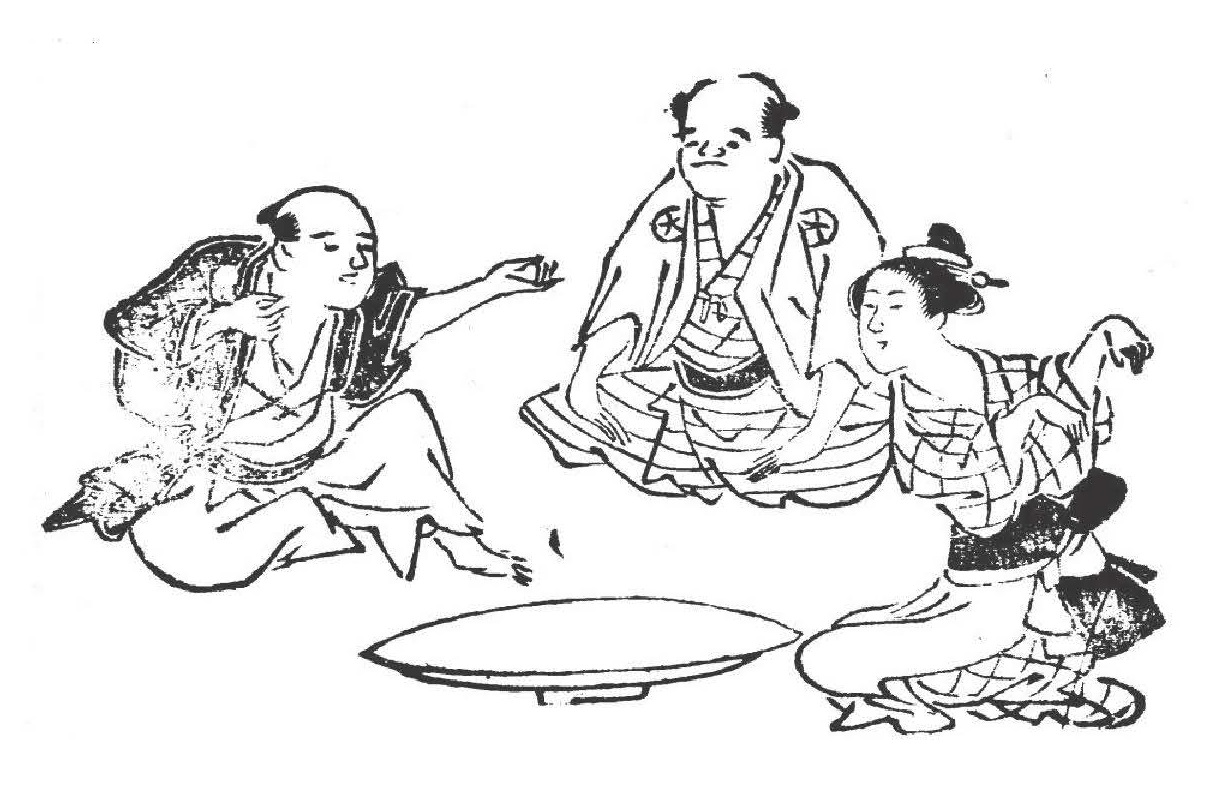
狐拳（1774年）

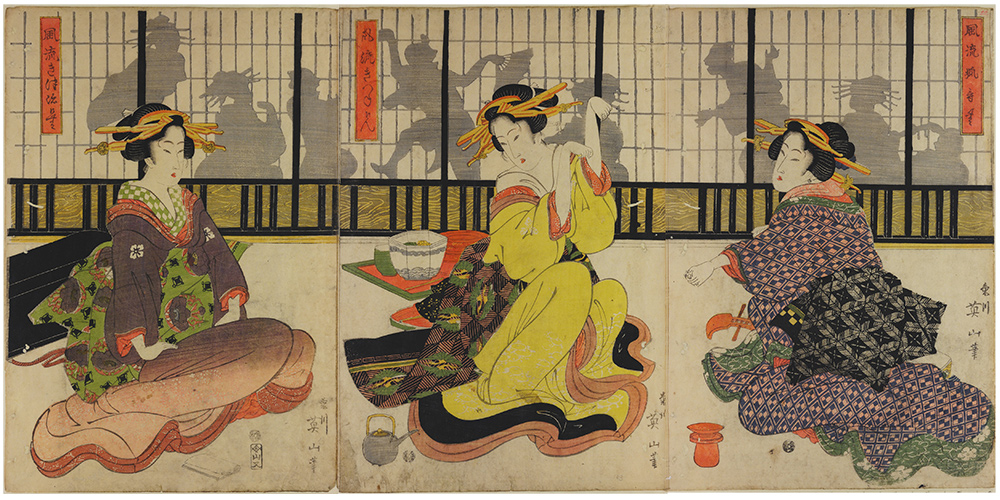
菊川英山『風流狐拳』1820 年

狐拳（きつねけん）は、じゃんけんなどと類似の、狐・猟師・庄屋の三すくみの関係を用いた拳遊びの一種である。藤八拳・東八拳（とうはちけん）、庄屋拳（しょうやけん）、在郷拳（ざいきょうけん）とも呼ばれる。

## 概要
狐は猟師に鉄砲で撃たれ、猟師は庄屋に頭が上がらず、庄屋は狐に化かされるという三すくみの関係を、腕を用いた動作で合わせて勝負を決する。
通常は二人が向かい合い、正座して行なう。それぞれの手の姿勢は次のとおり。
- 狐 : 掌を広げ、指を揃えて頭の上に相手に向けて添え、狐の耳を模する。
- 猟師 : 両手で握り拳を作り、鉄砲を構えるように前後をずらして胸の前に構える。
- 庄屋 : 正座した膝の上に手を添える。

互いに思う手を出し合い、猟師は狐に勝ち、狐は庄屋に勝ち、庄屋は猟師に勝ちとなる。また狐拳には「狐、猟師、鉄砲」のバージョンもある。
狐拳が登場する有名な作品として、十返舎一九の『東海道中膝栗毛』などがある。

### 藤八拳
狐拳の一種。「東八拳」とも。続けて3度勝つと勝者となる。天保時代に花村藤八という売薬商人が「藤八ー、五文ー、奇妙ー」という呼び声で客引きをしていたのを、通人が狐拳のかけ声に使い始めたという。また、吉原の藤八という幇間が創始したともいう。